# MiniBooNE
MiniBooNE ist ein Experiment am Fermi National Accelerator Laboratory, um Neutrinooszillationen zu beobachten (BooNE ist ein Akronym für Booster Neutrino Experiment). 
Ein Neutrino-Strahl, der hauptsächlich aus Myon-Neutrinos besteht, ist auf einen Detektor gerichtet, der 800 Tonnen Mineralöl enthält und mit 1.280 Photomultipliern ausgerüstet ist. Ein Überschuss von Elektron-Neutrino-Ereignissen im Detektor würde die Interpretation der Neutrino-Oszillation des LSND-Ergebnisses stützen.

## Geschichte und Motivation
Die Beobachtung von Sonnenneutrinos und atmosphärischen Neutrinos sind Indizien für Neutrinooszillationen. Diese setzen voraus, dass Neutrinos eine von Null verschiedene Masse besitzen. Daten vom LSND im Los Alamos National Laboratory sind umstritten, da sie im Rahmen des Standardmodells nicht mit den Oszillationsparametern anderer Neutrinoexperimenten vereinbar sind. Entweder muss das Standardmodell erweitert werden oder eines der experimentellen Ergebnisse muss eine andere Erklärung haben.
Darüber hinaus hat das KARMEN-Experiment in Karlsruhe eine ähnliche Region wie das LSND-Experiment untersucht. Dabei gab es kein Anzeichen von Neutrino-Oszillationen, allerdings war dieses Experiment weniger empfindlich als das LSND-Experiment. Beide sind im Rahmen der Fehlertoleranzen jedoch miteinander vereinbar.
Kosmologische Daten begrenzen die Masse der sterilen Neutrinos indirekt. Aber das ist sehr modellabhängig. So wurde ms < 0,26 eV (0,44 eV) bei 95 % (99,9 %) Konfidenz abgeschätzt. Allerdings können die kosmologischen Daten innerhalb von Modellen mit verschiedenen Annahmen in Einklang gebracht werden.
MiniBooNE wurde entworfen, um in kontrollierter Umgebung das strittige LSND-Ergebnis zu verifizieren oder zu falsifizieren. Die ersten Resultate gab es Ende März 2007. Sie zeigten keine Indizien für die Oszillation vom Myon-Neutrino zum Elektron-Neutrino in den Energiebereichen des LSND-Experiments. Damit ist die Interpretation des LSND-Experiments als eine einfache 2-Neutrino-Oszillation widerlegt. Die MiniBooNE-Kollaboration führt derzeit weitere Analysen ihrer Daten durch. Es gibt erste Indizien für die Existenz des sterilen Neutrinos. Es wird von einigen Physikern als Hinweis auf das Vorhandensein von Bulk oder Lorentz-Verletzung gedeutet. Um das zu untersuchen, haben einige Mitglieder des MiniBooNE-Teams sich mit weiteren Wissenschaftlern zu einer neuen Kollaboration zusammengeschlossen, um ein neues Experiment mit dem Namen MicroBooNE zu entwerfen.